# Film polițist
Filmul polițist are de regulă în centrul acțiunii anchetatorii organelor de poliție. Aceștia se ocupă cu elucidarea unei infracțiuni. O serie de filme polițiste se inspiră din diferite romane polițiste. Acest gen de filme a apărut în SUA, pe la începutul anilor 1940. Printre actorii renumiți care au jucat în filme polițiste se numără Bette Davis.
Scenaristul și cercetătorul Eric R. Williams identifică unsprezece super-genuri în taxonomia sa a scenariștilor, susținând că toate filmele narative de lungmetraj pot fi clasificate după aceste super-genuri. Aceste 11 super-genuri sunt de acțiune, polițist, fantastic, groază, romantism, științifico-fantastic, slice of life, sport, thriller, război și western.

## Filme polițiste
- Maigret
- Cu mâinile curate
- Polițist, adjectiv
- Obsesia
- SOKO
- SOKO 5113
- SOKO Leipzig
- Tod in der Eifel
- Polizeiruf 110
- Der Alte
- Avocatul din limuzină (film)
- Der Ermittler